# 1. deild islandzka w piłce nożnej (2014)
1. deild 2014 – 60. edycja 2 poziomu rozgrywek piłki nożnej na Islandii. Brało w niej udział 12 drużyn, które w okresie od 9 maja do 20 września 2014 rozegrały 22 kolejki meczów. Promocję uzyskały Leiknir Reykjavík i ÍA.

## Drużyny
| Uczestnicy poprzedniej edycji                                                                                 | Uczestnicy poprzedniej edycji | Uczestnicy poprzedniej edycji | Uczestnicy poprzedniej edycji |
| --- | ----------------------------- | ----------------------------- | ----------------------------- |
| HAU | Haukar                        | 3                             |                               |
| GRI | Grindavík                     | 4                             |                               |
| BÍB | BÍ/Bolungarvík                | 5                             |                               |
| KA | KA Akureyri                   | 6                             |                               |
| LEI | Leiknir                       | 7                             |                               |
| SEL | Selfoss                       | 8                             |                               |
| TIN | Tindastóll                    | 9                             |                               |
| ÞRR | Þróttur Reykjavík             | 10                            |                               |
| Spadek z Úrvalsdeild                                                                                          |                               |                               |                               |
| VÍO | Víkingur Ólafsvík             | 11                            |                               |
| ÍA | Akraness                      | 12                            |                               |
| Awans z 2. deild karla                                                                                        |                               |                               |                               |
| HKÓ | HK                            | 1                             |                               |
| KV | Vesturbæjar                   | 2                             |                               |
| Oznaczenia: - kolumna pierwsza – skróty nazw drużyn, - kolumna trzecia – miejsce zajęte w poprzednim sezonie. |                               |                               |                               |

## Tabela
| Lp. | Drużyna                  | M  | Z  | R | P  | B+ | B- | +/– | Pkt | Awans lub spadek         |
| --- | ------------------------ | -- | -- | - | -- | -- | -- | --- | --- | ------------------------ |
| 1   | Leiknir Reykjavík (M, A) | 22 | 14 | 6 | 2  | 43 | 19 | +24 | 48  | awans do Úrvalsdeild     |
| 2   | ÍA (A)                   | 22 | 14 | 1 | 7  | 46 | 24 | +22 | 43  | awans do Úrvalsdeild     |
| 3   | Þróttur Reykjavík        | 22 | 11 | 4 | 7  | 35 | 27 | +8  | 37  |                          |
| 4   | Víkingur Ólafsvík        | 22 | 11 | 3 | 8  | 38 | 32 | +6  | 36  |                          |
| 5   | Grindavík                | 22 | 10 | 5 | 7  | 39 | 24 | +15 | 35  |                          |
| 6   | HK                       | 22 | 9  | 7 | 6  | 34 | 28 | +6  | 34  |                          |
| 7   | Haukar                   | 22 | 9  | 5 | 8  | 37 | 32 | +5  | 32  |                          |
| 8   | KA                       | 22 | 8  | 7 | 7  | 42 | 33 | +9  | 31  |                          |
| 9   | Selfoss                  | 22 | 7  | 5 | 10 | 24 | 33 | −9  | 26  |                          |
| 10  | BÍ/Bolungarvík           | 22 | 7  | 4 | 11 | 34 | 45 | −11 | 25  |                          |
| 11  | KV (S)                   | 22 | 5  | 3 | 14 | 34 | 53 | −19 | 18  | spadek do 2. deild karla |
| 12  | Tindastóll (S)           | 22 | 0  | 4 | 18 | 15 | 71 | −56 | 4   | spadek do 2. deild karla |

## Wyniki
| Gospodarz \ Gość  | BÍB | GRI | HAU | HK  | ÍA  | KA  | KV  | LER | SEL | TIN | VÍO | ÞRÓ |
| ----------------- | --- | --- | --- | --- | --- | --- | --- | --- | --- | --- | --- | --- |
| BÍ/Bolungarvík    |     | 1–1 | 3–2 | 1–2 | 0–6 | 1–3 | 0–5 | 2–3 | 2–1 | 4–0 | 1–1 | 1–2 |
| Grindavík         | 3–0 |     | 1–1 | 1–2 | 3–2 | 4–1 | 2–0 | 2–2 | 4–1 | 5–1 | 0–1 | 1–1 |
| Haukar            | 3–1 | 1–0 |     | 4–1 | 1–3 | 0–3 | 3–2 | 2–3 | 1–1 | 1–1 | 2–1 | 1–4 |
| HK                | 1–0 | 1–2 | 1–1 |     | 2–1 | 1–1 | 1–1 | 2–2 | 1–1 | 2–1 | 4–2 | 0–0 |
| ÍA                | 1–0 | 2–0 | 0–2 | 2–0 |     | 2–4 | 0–1 | 2–1 | 1–0 | 5–2 | 2–3 | 3–1 |
| KA                | 1–1 | 1–2 | 0–0 | 1–2 | 2–2 |     | 5–3 | 0–0 | 2–0 | 4–0 | 2–3 | 0–1 |
| KV                | 0–3 | 3–2 | 1–4 | 2–3 | 0–2 | 2–2 |     | 0–1 | 1–3 | 3–2 | 3–2 | 1–3 |
| Leiknir Reykjavík | 2–0 | 1–0 | 2–0 | 3–2 | 0–1 | 2–1 | 2–1 |     | 1–1 | 4–0 | 2–0 | 2–1 |
| Selfoss           | 0–1 | 0–0 | 0–2 | 0–6 | 0–1 | 2–4 | 3–1 | 2–2 |     | 3–0 | 0–2 | 0–1 |
| Tindastóll        | 4–6 | 0–3 | 0–5 | 0–0 | 0–5 | 0–2 | 2–2 | 0–5 | 0–2 |     | 0–3 | 2–2 |
| Víkingur Ólafsvík | 2–4 | 0–2 | 3–1 | 1–0 | 1–3 | 2–2 | 5–1 | 0–0 | 0–1 | 1–0 |     | 2–1 |
| Þróttur Reykjavík | 2–2 | 2–1 | 1–0 | 1–0 | 0–1 | 3–1 | 3–1 | 0–3 | 1–2 | 4–0 | 1–3 |     |

## Najlepsi strzelcy
| Bramki | Strzelcy                     | Drużyna           |
| ------ | ---------------------------- | ----------------- |
| 19     | Garðar Bergmann Gunnlaugsson | ÍA                |
| 13     | Sindri Björnsson             | Leiknir Reykjavík |
| 11     | Eyþór Helgi Birgisson        | Víkingur Ólafsvík |
| 10     | Arsenij Buinickij            | KA                |
| 10     | Guðmundur Atli Steinþórsson  | HK                |
| 10     | Hilmar Árni Halldórsson      | Leiknir Reykjavík |
| 9      | Hilmar Rafn Emilsson         | Haukar            |
| 9      | Viktor Unnar Illugason       | HK                |
| 9      | Hallgrímur Mar Steingrímsson | KA                |
| 8      | Juraj Grizelj                | Grindavík         |
| 8      | Brynjar Benediktsson         | Haukar            |

Źródło: 